# Manteca (California)
Manteca, fundada en 1918 es una ciudad ubicada en el condado de San Joaquín en el estado estadounidense de California. En el año 2020 tenía una población de 83,498 habitantes y una densidad poblacional de 1,498.80 personas por km².

## Geografía
Manteca se encuentra ubicada en las coordenadas 37°47′N 121°12′O / 37.783, -121.200. Según la Oficina del Censo, la ciudad tiene un área total de 41,2 km² (15,9 mi²), de la cual 41,2 km² (15,9 mi²) es tierra y 0 km² (0 mi²) (0%) es agua.

## Demografía
Según la Oficina del Censo en 2000 los ingresos medios por hogar en la localidad eran de $46,677, y los ingresos medios por familia eran $51,587. Los hombres tenían unos ingresos medios de $43,283 frente a los $27,772 para las mujeres. La renta per cápita para la localidad era de $18,241. Alrededor del 9.7% de la población estaban por debajo del umbral de pobreza.